# Muirileguatia mauritiensis
Muirileguatia mauritiensis är en insektsart som beskrevs av Williams 1976. Muirileguatia mauritiensis ingår i släktet Muirileguatia och familjen Derbidae. Inga underarter finns listade i Catalogue of Life.